# Zacatlán
Zacatlán är en stad i Mexiko.   Den ligger i kommunen Zacatlán och delstaten Puebla, i den sydöstra delen av landet, 130 km öster om huvudstaden Mexico City. Zacatlán ligger 2 048 meter över havet och antalet invånare är 31 707.
Terrängen runt Zacatlán är kuperad åt nordväst, men åt sydost är den bergig. Terrängen runt Zacatlán sluttar österut. Runt Zacatlán är det ganska tätbefolkat, med 54 invånare per kvadratkilometer. Zacatlán är det största samhället i trakten. Omgivningarna runt Zacatlán är en mosaik av jordbruksmark och naturlig växtlighet.